# Würzburger Amtshaus (Widdern)

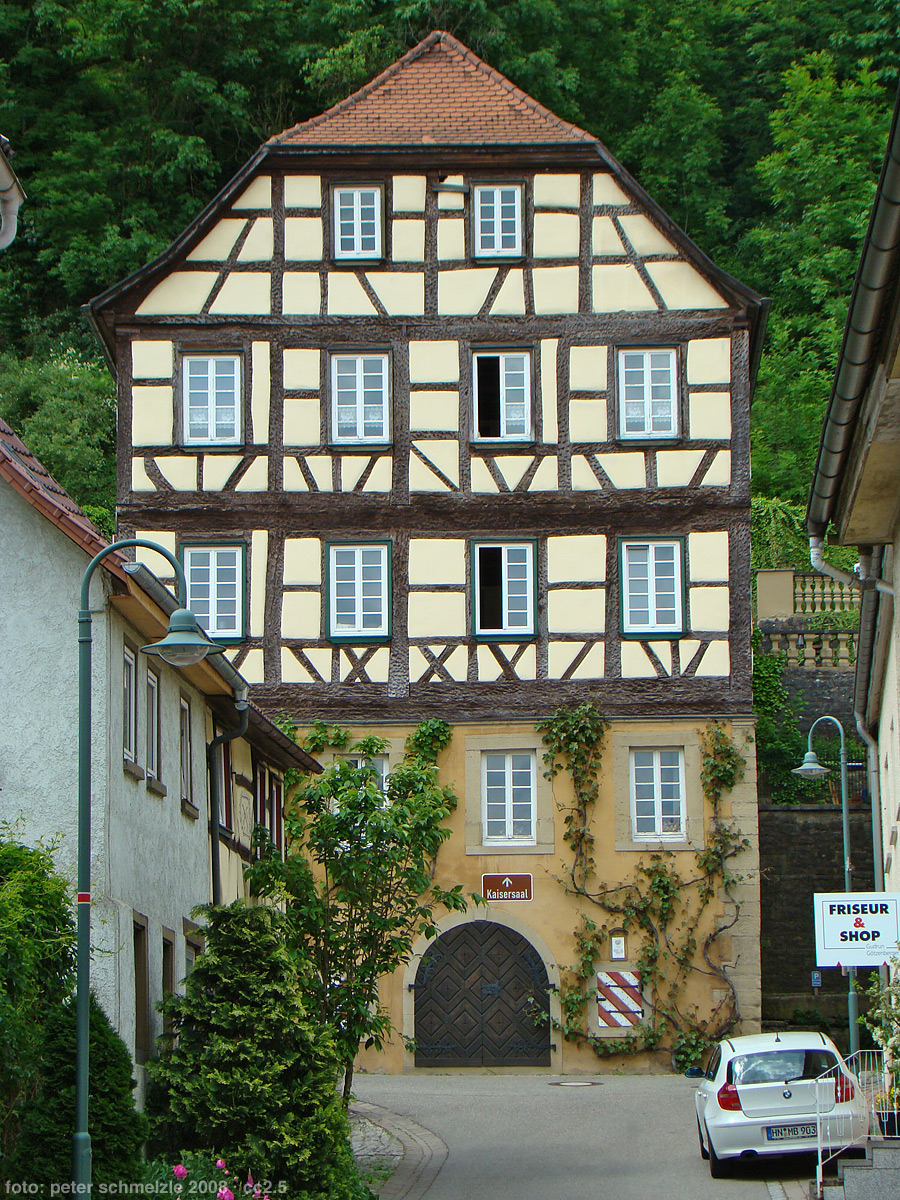
Würzburger Amtshaus in Widdern

Das Würzburger Amtshaus in Widdern im Landkreis Heilbronn im nördlichen Baden-Württemberg ist ein ehemaliges Amtshaus des Bistums Würzburg. Das Gebäude ist ein geschütztes Kulturdenkmal gemäß § 28 des Denkmalschutzgesetzes Baden-Württemberg.

## Geschichte
Das Gebäude stammt im Kern aus der Zeit um 1600. Es diente als Amtshaus des Bistums Würzburg, das seit dem Mittelalter einen Teil von Widdern als Lehen an Adlige vergeben hatte und seit 1675 selbst den Ganerbenteil verwaltete. Nach dem Ende der Ganerbenverwaltung in Folge der Napoleonischen Kriege und der Neuordnung des deutschen Südwestens nach 1800 wurde das Gebäude wie die anderen Ganerbengebäude in Widdern auch umgenutzt. Im Gegensatz zum Zyllnhardtschen Schloss und den Gemmingenschen Anwesen (Schloss und Amtshaus) führte man das Gebäude keiner öffentlichen Nutzung zu, sondern es kam in Privatbesitz. Es diente als bäuerliches Anwesen und kam in Verfall. 1974 erwarb der Unternehmer und Künstler Helmut Kaiser (1913–2007) das desolate Gebäude. In 14-jähriger Arbeit hat Kaiser das Gebäude renoviert und das Fachwerk freigelegt. Im Gebäude wurde außerdem ein Festsaal eingerichtet, der nach dem Besitzer Kaisersaal genannt wurde und seit 1995 dem örtlichen Kleinkunstverein als Bühne dient. In das Mauerwerk beim Amtshaus wurden verschiedene Spolien eingemauert, darunter vor allem Wappensteine. In einer Nische wird außerdem eine Kopie der Madonna von Widdern verwahrt. Die echte Figur von 1450 befand sich einst in der Friedhofskapelle und kam 1617 nach Bamberg, wo sie seit 1625 in St. Martin verehrt wird.